# Pierre Perrault
Pierre Perrault (29 de junho de 1927 – 24 de junho de 1999) foi um diretor de documentários de Quebec. Ele dirigiu 20 filmes entre 1963 e 1996, sendo um dos mais importantes diretores do Canadá francófono. Em 1994 ele ganhou o prêmio Prix Albert-Tessier.

## Filmografia
- Icewarrior (1996)
- Cornouailles (1994)
- L'oumigmag ou l'objectif documentaire (1993)
- La toundra (1992)
- La grande allure (1985)
- Les voiles bas et en travers (1983)
- La bête lumineuse (1982)
- Le pays de la terre sans arbre ou Le Mouchouânipi (1980)
- Gens d'Abitibi (1980)
- Le goût de la farine (1977)
- C'était un Québecois en Bretagne, Madame (1977)
- Le retour à la terre (1976)
- Un royaume vous attend (Co-Directed with Bernard Gosselin, 1976)
- Tickets s.v.p (Short, 1973)
- L'Acadie, l'Acadie (Co-Directed with Michel Brault, 1971)
- Un pays sans bon sens! (1970)
- Le beau plaisir (Short Co-Directed with Michel Brault and Bernard Gosselin, 1968)
- Les voitures d'eau (1968)
- Le règne du jour (1967)
- Pour la suite du monde (Co-Directed with Michel Brault and Marcel Carrière, 1963)

## Litaratura
- David Clandfield, Jerry White, Pierre Perreault; David Clandfield, Jerry White, Pierre Perreault (2004). Pierre Perrault and the Poetic Documentary. [S.l.]: Toronto International Film Festival Group in conjunction with Indiana University Press. ISBN 978-0-9689132-3-9